# Romuald Marušič
Romuald Štandreški, slovenski kapucin in pridigar, * 1676, Štandrež, † 22. april 1748, Gorica.
Romuald Štandreški (s krstnim imenom Lovrenc Marusič, v virih Marusig) je leta 1699 v Celju stopil v kapucinski red in bil leta 1700 posvečen v duhovnika, ter postal pridigar štajersko-ilirske kapucinske province. Služboval je v raznih krajih, med drugim tudi v Gorici in Škofji Loki. V Škofji Loki v dobi med letoma 1715 in 1727 po predlogah starejših slovenskih pasijonskih procesij sestavil besedilo za Škofjeloški pasijon, edino od več pasijonskih procesij na Slovenskem z ohranjenim slovenskim besedilom. Škofjeloški pasijon je najstarejše ohranjeno dramsko delo v slovenščini.